# Joe Bataan
Joe Bataan, nato Bataan Nitollano (New York, 15 novembre 1942), è un cantante, ballerino e produttore discografico statunitense.

## Biografia
Nato da un filippino e un'afroamericana, Bataan ha vissuto un'adolescenza turbolenta ed è stato pertanto portato più volte in riformatorio. Nel 1965 ha fondato il suo primo gruppo musicale. Bataan è stato influenzato da due stili: il boogaloo, tipicamente latino, e l'African American doo-wop. Pur non essendo stato il primo artista a operare la fusione di questi due generi, ha attirato l'attenzione della Fania Records, e già nel 1966 egli è stato messo sotto contratto dall'etichetta. L'anno dopo Bataan ha così registrato una cover del gruppo The Impressions, Gypsy Woman, insieme ad otto suoi singoli originali, in gran parte ballate lente con alternanza di testi in inglese e spagnolo. In questo, Joe Bataan ha trovato Ralfi Pagan quale pericoloso concorrente.
In seguito a disaccordi con la Fania, Bataan è passato quindi alla Ghetto Records, un'etichetta di musica latina, nota per aver ottenuto i suoi primi finanziamenti dal gangster George Febo. Bataan ha inciso e firmato diversi album contribuendo anche alla realizzazione dei dischi di altri cantanti che si stavano formando allora negli studi della Ghetto come Papo Felix, Paul Ortiz, Eddie Lebron.
Nel 1973, dopo aver rotto anche con la Ghetto, iniziò a registrare per la Salsoul, che prende il nome dal suo disco Salsoul; per l'etichetta pubblicò altri due fortunati album in studio. Raggiunse l'apice della sua fama con due canzoni hip-hop, considerate le prime del genere in assoluto: Rap O Clap O e Mestizo, che hanno spopolato nelle discoteche di tutto il mondo e sono anche state inserite nella telenovela brasiliana Dancin' Days. Tra i tanti artisti che hanno lavorato per la Salsoul, è d'obbligo ricordare Donna Summer e Loleatta Holloway.
Nel 1981, dopo la pubblicazione dell'album Bataan II, il cantante ha abbandonato quasi del tutto l'attività musicale, per offrire un valido aiuto in uno dei riformatori dove ha trascorso la sua adolescenza. Bataan ha rotto il suo lungo silenzio nel 2004 con il rilascio di Call My Name, il primo di due album di inediti registrati per l'etichetta Vampisoul, conseguendo lusinghieri risultati in fatto di vendite.

## Vita privata
Joe Bataan è padre della cantante e ballerina Asia Nitollano, nota per essere stata una delle Pussycat Dolls.

## Discografia

### Album
- 1967 Gypsy Woman (Fania 340)
- 1968 Subway Joe (Fania 345)
- 1968 Riot! (Fania 354)
- 1969 Poor Boy (Fania 371)
- 1970 Singin' Some Soul (Fania 375)
- 1971 Mr. New York & The East Side Kids (Fania 395)
- 1972 Sweet Soul (Fania 407)
- 1972 Saint Latin's Day Massacre (Fania 420)
- 1972 Live From San Frantasia (unreleased, Fania 432)
- 1973 Salsoul (Mericana)
- 1975 Afro-Filipino (Salsoul/Epic Records)
- 1980 Mestizo (Salsoul)
- 1981 Bataan II (Salsoul)
- 1997 Last Album, Last Song (Bataan Music)
- 2004 Call My Name (Vampisoul)
- 2009 King of Latin Soul (Vampisoul)
- 2016 My Rainbow, Paris to Nueva York (Latin Big Note)